# 小行星列表/423001-423100
| 名稱                       | 臨時編號   | 發現日期       | 發現地點   | 發現者                         |
| -------------------------- | ---------- | -------------- | ---------- | ------------------------------ |
| 小行星423001               | 2003 SK247 | 2003年9月26日  | 索科罗     | 林肯近地小行星研究小组         |
| 小行星423002               | 2003 SH250 | 2003年9月20日  | 索科罗     | 林肯近地小行星研究小组         |
| 小行星423003               | 2003 SC254 | 2003年9月27日  | 基特峰     | 太空监视                       |
| 小行星423004               | 2003 SP259 | 2003年9月28日  | 基特峰     | 太空监视                       |
| 小行星423005               | 2003 SS263 | 2003年9月28日  | 索科罗     | 林肯近地小行星研究小组         |
| 小行星423006               | 2003 ST276 | 2003年9月30日  | 基特峰     | 太空监视                       |
| 小行星423007               | 2003 SO282 | 2003年9月19日  | 基特峰     | 太空监视                       |
| 小行星423008               | 2003 SO300 | 2003年9月17日  | 帕洛马山   | 近地小行星追踪                 |
| 小行星423009               | 2003 SZ325 | 2003年9月18日  | 索科罗     | 林肯近地小行星研究小组         |
| 小行星423010               | 2003 ST333 | 2003年9月26日  | 阿帕契點   | 史隆數位巡天                   |
| 小行星423011               | 2003 SD345 | 2003年9月18日  | 安德森台地 | 洛厄尔天文台近地小行星搜寻计划 |
| 小行星423012               | 2003 SR373 | 2003年9月26日  | 阿帕契點   | 史隆數位巡天                   |
| 小行星423013               | 2003 SJ392 | 2003年9月26日  | 阿帕契點   | 史隆數位巡天                   |
| 小行星423014               | 2003 SG395 | 2003年9月26日  | 阿帕契點   | 史隆數位巡天                   |
| 小行星423015               | 2003 SR403 | 2003年9月27日  | 基特峰     | 太空监视                       |
| 小行星423016               | 2003 SQ405 | 2003年9月27日  | 阿帕契點   | 史隆數位巡天                   |
| 小行星423017               | 2003 SX407 | 2003年9月27日  | 阿帕契點   | 史隆數位巡天                   |
| 小行星423018               | 2003 SN412 | 2003年9月28日  | 阿帕契點   | 史隆數位巡天                   |
| 小行星423019               | 2003 SK420 | 2003年9月29日  | 基特峰     | 太空监视                       |
| 小行星423020               | 2003 SV427 | 2003年9月26日  | 阿帕契點   | 史隆數位巡天                   |
| 小行星423021               | 2003 SN430 | 2003年9月17日  | 基特峰     | 太空监视                       |
| 小行星423022               | 2003 TJ2   | 2003年10月6日  | 索科罗     | 林肯近地小行星研究小组         |
| 小行星423023               | 2003 TW7   | 2003年10月1日  | 安德森台地 | 洛厄尔天文台近地小行星搜寻计划 |
| 小行星423024               | 2003 TN13  | 2003年10月14日 | 安德森台地 | 洛厄尔天文台近地小行星搜寻计划 |
| 小行星423025               | 2003 TB21  | 2003年10月15日 | 安德森台地 | 洛厄尔天文台近地小行星搜寻计划 |
| 小行星423026               | 2003 TH38  | 2003年9月21日  | 基特峰     | 太空监视                       |
| 小行星423027               | 2003 TO56  | 2003年10月5日  | 基特峰     | 太空监视                       |
| 小行星423028               | 2003 UZ    | 2003年10月16日 | 基特峰     | 太空监视                       |
| 小行星423029               | 2003 UJ1   | 2003年10月16日 | 帕洛马山   | 近地小行星追踪                 |
| 小行星423030               | 2003 UD7   | 2003年10月16日 | 安德森台地 | 洛厄尔天文台近地小行星搜寻计划 |
| 小行星423031               | 2003 UO11  | 2003年10月20日 | 索科罗     | 林肯近地小行星研究小组         |
| 小行星423032               | 2003 UP54  | 2003年10月18日 | 帕洛马山   | 近地小行星追踪                 |
| 小行星423033               | 2003 UK59  | 2003年10月17日 | 安德森台地 | 洛厄尔天文台近地小行星搜寻计划 |
| 小行星423034               | 2003 UC66  | 2003年10月16日 | 帕洛马山   | 近地小行星追踪                 |
| 小行星423035               | 2003 UR69  | 2003年9月21日  | 基特峰     | 太空监视                       |
| 小行星423036               | 2003 UP73  | 2003年10月19日 | 基特峰     | 太空监视                       |
| 小行星423037               | 2003 UK74  | 2003年10月16日 | 帝王台     | 帝王台近地天體巡天             |
| 小行星423038               | 2003 UQ78  | 2003年10月1日  | 基特峰     | 太空监视                       |
| 小行星423039               | 2003 UM91  | 2003年10月20日 | 索科罗     | 林肯近地小行星研究小组         |
| 小行星423040               | 2003 UL101 | 2003年10月20日 | 基特峰     | 太空监视                       |
| 小行星423041               | 2003 UF103 | 2003年10月20日 | 基特峰     | 太空监视                       |
| 小行星423042               | 2003 US104 | 2003年10月18日 | 基特峰     | 太空监视                       |
| 小行星423043               | 2003 UM120 | 2003年10月18日 | 基特峰     | 太空监视                       |
| 小行星423044               | 2003 UE164 | 2003年10月21日 | 索科罗     | 林肯近地小行星研究小组         |
| 小行星423045               | 2003 UA177 | 2003年10月21日 | 安德森台地 | 洛厄尔天文台近地小行星搜寻计划 |
| 小行星423046               | 2003 UE185 | 2003年10月21日 | 帕洛马山   | 近地小行星追踪                 |
| 小行星423047               | 2003 UB188 | 2003年10月22日 | 索科罗     | 林肯近地小行星研究小组         |
| 小行星423048               | 2003 UH191 | 2003年10月1日  | 基特峰     | 太空监视                       |
| 小行星423049               | 2003 UA204 | 2003年10月21日 | 基特峰     | 太空监视                       |
| 小行星423050               | 2003 UT230 | 2003年10月23日 | 基特峰     | 太空监视                       |
| 小行星423051               | 2003 UY266 | 2003年10月28日 | 索科罗     | 林肯近地小行星研究小组         |
| 小行星423052               | 2003 UN267 | 2003年10月28日 | 索科罗     | 林肯近地小行星研究小组         |
| 小行星423053               | 2003 UL315 | 2003年10月16日 | 基特峰     | 太空监视                       |
| 小行星423054               | 2003 UM316 | 2003年10月24日 | 索科罗     | 林肯近地小行星研究小组         |
| 小行星423055               | 2003 US317 | 2003年10月23日 | 阿帕契點   | 史隆數位巡天                   |
| 小行星423056               | 2003 UZ325 | 2003年10月17日 | 阿帕契點   | 史隆數位巡天                   |
| 小行星423057               | 2003 UL339 | 2003年10月3日  | 基特峰     | 太空监视                       |
| 小行星423058               | 2003 UQ353 | 2003年10月19日 | 阿帕契點   | 史隆數位巡天                   |
| 小行星423059               | 2003 WS2   | 2003年10月24日 | 索科罗     | 林肯近地小行星研究小组         |
| 小行星423060               | 2003 WK19  | 2003年11月19日 | 索科罗     | 林肯近地小行星研究小组         |
| 小行星423061               | 2003 WD47  | 2003年11月18日 | 帕洛马山   | 近地小行星追踪                 |
| 小行星423062               | 2003 WG68  | 2003年11月19日 | 基特峰     | 太空监视                       |
| 小行星423063               | 2003 WM79  | 2003年11月20日 | 索科罗     | 林肯近地小行星研究小组         |
| 小行星423064               | 2003 WW86  | 2003年11月21日 | 索科罗     | 林肯近地小行星研究小组         |
| 小行星423065               | 2003 WC94  | 2003年11月19日 | 安德森台地 | 洛厄尔天文台近地小行星搜寻计划 |
| 小行星423066               | 2003 WG102 | 2003年11月21日 | 索科罗     | 林肯近地小行星研究小组         |
| 小行星423067               | 2003 WA123 | 2003年11月20日 | 索科罗     | 林肯近地小行星研究小组         |
| 小行星423068               | 2003 WJ129 | 2003年11月21日 | 索科罗     | 林肯近地小行星研究小组         |
| 小行星423069               | 2003 WG151 | 2003年11月26日 | 基特峰     | 太空监视                       |
| 小行星423070               | 2003 WZ152 | 2003年10月25日 | 索科罗     | 林肯近地小行星研究小组         |
| 小行星423071               | 2003 WN166 | 2003年11月18日 | 卡特林那   | 卡特林那巡天系统               |
| 小行星423072               | 2003 WY192 | 2003年11月21日 | 索科罗     | 林肯近地小行星研究小组         |
| 小行星423073               | 2003 WB194 | 2003年11月19日 | 基特峰     | 太空监视                       |
| 小行星423074               | 2003 WG194 | 2003年11月26日 | 基特峰     | 太空监视                       |
| 小行星423075               | 2003 WP194 | 2003年11月16日 | 基特峰     | 太空监视                       |
| 小行星423076               | 2003 XV14  | 2003年12月14日 | 帕洛马山   | 近地小行星追踪                 |
| 小行星423077               | 2003 XL15  | 2003年12月15日 | Needville  | Needville                      |
| 小行星423078               | 2003 XC25  | 2003年12月1日  | 基特峰     | 太空监视                       |
| 小行星423079               | 2003 XX26  | 2003年12月1日  | 索科罗     | 林肯近地小行星研究小组         |
| 小行星423080               | 2003 XL30  | 2003年12月1日  | 基特峰     | 太空监视                       |
| 小行星423081               | 2003 XN34  | 2003年12月1日  | 基特峰     | 太空监视                       |
| 小行星423082               | 2003 YA1   | 2003年12月17日 | 索科罗     | 林肯近地小行星研究小组         |
| 小行星423083               | 2003 YH31  | 2003年12月18日 | 索科罗     | 林肯近地小行星研究小组         |
| 小行星423084               | 2003 YU36  | 2003年12月17日 | 基特峰     | 太空监视                       |
| 小行星423085               | 2003 YF42  | 2003年12月19日 | 基特峰     | 太空监视                       |
| 小行星423086               | 2003 YZ44  | 2003年12月20日 | 索科罗     | 林肯近地小行星研究小组         |
| 小行星423087               | 2003 YC72  | 2003年12月18日 | 索科罗     | 林肯近地小行星研究小组         |
| 小行星423088               | 2003 YA88  | 2003年12月19日 | 索科罗     | 林肯近地小行星研究小组         |
| 小行星423089               | 2003 YV88  | 2003年12月19日 | 基特峰     | 太空监视                       |
| 小行星423090               | 2003 YX93  | 2003年12月21日 | 基特峰     | 太空监视                       |
| 小行星423091               | 2003 YX109 | 2003年12月23日 | 索科罗     | 林肯近地小行星研究小组         |
| 小行星423092               | 2003 YW112 | 2003年12月23日 | 索科罗     | 林肯近地小行星研究小组         |
| 小行星423093               | 2003 YS127 | 2003年12月27日 | 索科罗     | 林肯近地小行星研究小组         |
| 小行星423094               | 2003 YL129 | 2003年12月27日 | 索科罗     | 林肯近地小行星研究小组         |
| 小行星423095               | 2003 YZ144 | 2003年12月28日 | 索科罗     | 林肯近地小行星研究小组         |
| 小行星423096               | 2003 YJ160 | 2003年12月17日 | 索科罗     | 林肯近地小行星研究小组         |
| 小行星423097Richardjarrell | 2003 YL177 | 2003年12月16日 | 毛纳基山   | D. D. Balam                    |
| 小行星423098               | 2004 AD3   | 2003年12月28日 | 索科罗     | 林肯近地小行星研究小组         |
| 小行星423099               | 2004 AZ18  | 2004年1月15日  | 基特峰     | 太空监视                       |
| 小行星423100               | 2004 BX1   | 2004年1月17日  | 帕洛马山   | 近地小行星追踪                 |

| 上一頁： 422901-423000 | 小行星列表 423001-423100 | 下一頁： 423101-423200 |